# Тейт Мак-Рей
Тейт Рознер Макрей (англ. Tate Rosner McRae; нар. 1 липня 2003, Калгарі, Альберта, Канада) — канадська співачка, авторка пісень і танцюристка. У 13 років здобула популярність як перша канадська фіналістка американського реаліті-шоу «So You Think You Can Dance». Макрей привернула увагу RCA Records у 2019 році після того, як її пісня «One Day» (2017) стала вірусною на YouTube; згодом випустила свій дебютний мініальбом «All the Things I Never Said» (2020). Незабаром отримала широке визнання після того, як її пісня «You Broke Me First» стала міжнародним хітом. У 2020 році Макрей була наймолодшим музикантом у списку Forbes «30 Under 30». Її другий мініальбом, «Too Young to Be Sad» (2021), є найпопулярнішим жіночим мініальбомом 2021 року в Spotify.

## Ранні роки
Макрей народилась в Калгарі, Альберта, 1 липня 2003 року в сім'ї канадця шотландського походження та німкені. У чотири роки, через роботу батька, вона переїхала з родиною в Оман, де її мати давала уроки танців, і прожила там три роки. Під час свого перебування в Омані Макрей відвідувала The American International School Muscat (TAISM) у місті Маскат. Макрей почала займатися розважальними танцями у 6 років. Повернувшись до Калгарі, у 8 років вона почала інтенсивніше займатися танцями і змагалася у школі танців Drewitz Dance Productions. З 11 років почала тренуватися в усіх стилях танцю в YYC Dance Project, танцювальній компанії, що належить її матері, і проходила навчання балету в школі балету Альберти, навчальній школі Альбертської балетної трупи.

## Кар'єра

### 2013—2015: Акторка озвучування
Макрей озвучувала франшизу Lalaloopsy, озвучуючи частину «Spot Splatter Splash» від початку шоу в 2013 році до його завершення в 2015 році.

### 2013—2018: Танцювальна кар'єра
Незабаром після того, як Макрей почала танцювати, вона отримала нагороду «Найкраща танцюристка» на церемонії вручення нагород Dance Awards 2013 у Нью-Йорку. Здобувши певну популярність, вона стала амбасадоркою американського танцювального виробника Capezio. У 2014 році вона стала фіналісткою Національного гала-концерту New York City Dance Alliance.
У 2015 році Макрей була нагороджена двотижневою стипендією в Берлінській державній балетній трупі після того, як здобула срібну медаль як солістка та бронзову медаль за свій дует на молодіжному Гран-прі Америки 2015 року. Вона танцювала у кліпі на платиновий сингл Walk off the Earth «Rule The World». Вдруге Макрей отримала нагороду «Найкраща танцюристка» на Dance Awards 2015, цього разу в категорії «Джуніор».
У квітні 2016 року Макрей виступила на шоу Еллен ДеДженерес у складі трупи «DancerPalooza». У червні 2016 року вона танцювала з Джастіном Бібером на шоу в Калгарі його світового туру Purpose після того, як була обрана в процесі прослуховування, під час якого було відібрано четверо дітей із різних міст. Потім вона взяла участь у тринадцятому сезоні американського телешоу «Так ти думаєш, що можеш танцювати». Вона виступала на церемонії вручення нагород Teen Choice Awards 2016 як фіналістка акторського складу SYTYCD. Вона знову виступила на шоу Еллен ДеДженерес у жовтні 2016 року у складі трупи Jump Dance Convention.
У травні 2017 року вона була представлена в па-де-де в постановці балетної трупи Альберти «Our Canada» в хореографії Жана Гранд-Метра. У листопаді 2017 року, після виконання танцю під пісню Демі Ловато Tell Me You Love Me, Ловато запросила її на репетицію зі своїми танцюристами для виступу на American Music Awards. Втретє вона стала найкращою танцюристкою на церемонії Dance Awards 2018 у Лас-Вегасі, цього разу в категорії «Підліток», що зробило її першою танцюристкою в історії конкурсу, яка перемогла у всіх вікових категоріях. У квітні 2018 року вона поставила хореографію та танцювала у кліпі на пісню «Just Say When» американської рок-групи Nothing More.

### 2017—2019: Початок музичної кар'єри
З моменту створення в 2011 році канал Макрей на YouTube показував постійний потік переважно танцювальних відео. У 2017 році вона запустила серію відео «Create With Tate», зосереджену на демонстрації оригінальних пісень, які вона створила та записала у своїй спальні. Перша завантажена пісня «One Day», яку вона написала у 14 років, зібрала понад 37 мільйонів переглядів, що спонукало її самостійно випустити пісню як самостійний сингл. Згодом пісня отримала золоту сертифікацію в Канаді, що було першою сертифікацією в її кар'єрі. З 2017 по 2019 рік Макрей продовжувала завантажувати та випускати незалежні сингли в рамках своєї серії «Create With Tate». Серед відомих пісень — «Dear Ex Best Friend», яка має понад 40 мільйонів переглядів на YouTube, і «Dear Parents» з понад 20 мільйонами переглядів. Серія музичних відео призвела до того, що на YouTube її назвали «Мисткинею на підйомі».
Її попередня публікація «One Day» привернула увагу 11 звукозаписних лейблів. Зрештою, на початку 2019 року вона підписала контракт з RCA Records оскільки вони підтримували її танцювальну кар'єру разом із музикою. Після підписання Макрей оголосила про свій дебютний мініальбом All the Things I Never Said (стилізований у нижньому регістрі літер) у грудні 2019 року 24 січня 2020 року вона випустила мініальбом з п'ятьма треками та оголосила про свій перший тур по Європі та Північній Америці. Квитки на концерти у кожній зупинці туру були розпродані. Тур отримав чотири з п'яти зірок від Ройзін О'Коннор з The Independent, яка описала Макрей як вражаючу виконавицю. Головний сингл мініальбому «Tear Myself Apart» був написаний у співавторстві Біллі Айліш і Фіннеасом О'Коннеллом і разом із «All My Friends Are Fake» до грудня 2019 року він зібрав понад 10 мільйонів трансляцій. Станом на жовтень 2021 року пісні налічують понад 80 мільйонів трансляцій в Spotify. Останній сингл EP «Stupid» зібрав 4 мільйони потоків на Spotify у грудні 2019 року і наразі має понад 160 мільйонів трансляцій Spotify. «Stupid» також увійшов у чарти Ірландії та Канади, отримавши значні результати в радіоефірі в останній, досягнувши вершини в 15 найкращих канадських поп-радіочартів. «Stupid» отримала золоту сертифікацію в Канаді, що робить її третьою канадською сертифікацією. Кожна пісня на EP також стилізована в нижній регістр. «That Way», трек з EP, відродився в 2021 році після того, як став вірусним у TikTok, і станом на листопад 2021 року набрав понад 140 мільйонів трансляцій Spotify. Трек також потрапив у чарти Великобританії та Ірландії, ставши її третьою піснею в чартах Великобританії та п'ятою в Ірландії. Макрей випустила ремікс на «That Way» з Джеремі Цукером 3 вересня 2021 року. До грудня 2021 року мініальбом зібрав понад 400 мільйонів трансляцій Spotify.

### 2020—2021:Too Young to Be Sad
У квітні 2020 року Макрей випустила сингл «You Broke Me First» на тлі карантину, викликаного пандемією COVID-19, перед її другим мініальбом під назвою Too Young to Be Sad. У середині червня 2020 року вона випустила сингл «Vicious» за участю американського репера Lil Mosey. У липні 2020 року Макрей була номінована на премію MTV Video Music Award як «Найкращий Новий Виконавець». Того місяця вона завантажила оригінальну пісню під назвою «Don't Be Sad» натхненням для написання якої стало власне життя. Пісня зібрала понад 170 000 переглядів за один день. Комерційно перевипущена версія з тих пір зібрала понад 3 мільйони переглядів і 12 мільйонів трансляцій Spotify. У вересні 2020 року вона вперше була зображена на обкладинці музичних видань в випуску Dork Magazine за цей місяць.
Макрей виконала пісню «You Broke Me First» під час попереднього шоу на MTV Video Music Awards 2020 у серпні 2020 року після того, як пісня здобула популярність на платформі TikTok і стала комерційно успішною на міжнародному рівні. До вересня 2020 року пісня набрала понад 150 мільйонів стрімів і стала її першим синглом, який потрапив у чарти Billboard Hot 100. У жовтні 2020 року Макрей випустила сингл «Lie to Me» з канадською співачкою Алі Гейті. Пісня потрапила в чарти Канади, що стало її третім синглом і наразі має понад 70 мільйонів потоків на Spotify. У грудні 2020 року вона була наймолодшою людиною, яку Forbes назвав у списку Forbes 30 до 30 років у музичній категорії. У тому ж місяці, Макрей була названа однією з Rolling Stone десятки найбільших проривних митців 2020 року. Вона також була названа в списку TikTok «The Come Up: Emerging Artists» як одна з найкращих молодих митців на платформі. У грудні 2020 року вона випустила другий сингл «RU OK» з її майбутнього мініальбому, який очолив Billboard список десяти нових цікавих поп-пісень тижня.
У січні 2021 року Макрей виконала «You Broke Me First» на The Tonight Show з Джиммі Феллоном. Наступного дня вона випустила пісню «Rubberband» як третій сингл зі свого майбутнього мініальбому. 3 березня 2021 року вона випустила сингл «Slower» і оголосила про свій другий EP «Too Young to Be Sad», який був випущений 26 березня 2021 року і включає сингли «You Broke Me First», «RU OK», «Rubberband» і «Slower», а також дві додаткові пісні, «Bad Ones» і «Wish I Loved You in the 90s». Того ж дня Apple Music назвала її виконавицею «Up Next». У березні 2021 року Макрей з'явилась на Jimmy Kimmel Live! виконання «Slower».
У квітні 2021 року Макрей уклала угоду з CCS Rights Management в рамках їхнього нещодавно запущеного підрозділу суміжних прав. 16 квітня 2021 року Макрей випустила трек You у співпраці із Regard та Troye Sivan. Джейсон Ліпшуц з Billboard зазначив, що в треку є «один із найпростіших, але найкращих приспівів 2021 року». Всього за три тижні з моменту випуску You піднялася на вершину чарту Billboard Dance/Mixshow Airplay, ставши другим номером один виконавиці у чарті і порівнявши рекорд найшвидшої пісні, яка досягла першої сходинки.

### 2021— дотепер: Дебютний альбом
11 листопада 2021 року Макрей випустила «Feel Like Shit», головний сингл зі свого майбутнього дебютного студійного альбому, реліз якого запланований на 2022 рік. Пісня увійшла в чарти Австралії, Канади, Ірландії, Нідерландів, Норвегії, Португалії, Південної Африки, Швеції, Швейцарії та Великобританії.

## Музичний стиль
Макрей назвала Post Malone, The Weeknd, Khalid, Джессі Рейез і Джеремі Цукера виконавцями, що найбільше вплинули на її творчість. Вона вважає Зендаю та Дуа Ліпу співачками, що впливають на неї найбільше, і описує обох як своїх найбільших кумирок, відзначаючи, що вона бере приклад з них у всіх аспектах життя. Вона назвала Бруно Марса, Брітні Спірс і Джастіна Тімберлейка як джерела натхнення для внесення елементів танцю у свої виступи, а Тейлор Свіфт, Джулію Майклз та Алека Бенджаміна — натхненниками для написання пісень. Макрей також висловила захоплення Біллі Айліш.

## Особисте життя
На початку 2020 року Макрей відвідувала старшу школу Західної Канади, що в Калгарі. Згодом їй довелося повернутися до онлайн-школи через її щільний графік. У січні 2021 року вона закінчила середню школу.

## Дискографія

### Мініальбоми
- All the Things I Never Said (2020)
- Too Young to Be Sad (2021)

## Фільмографія

### Фільми
| Рік      | Назва                            | Роль                         | Джерело |
| -------- | -------------------------------- | ---------------------------- | ------- |
| 2013 рік | Lala-Oopsies: A Sew Magical Tale | Princess Nutmeg (голос)      | [ 82 ]  |
| 2014 рік | Енні                             | Сирота № 17 (в титрах)       | [ 82 ]  |
| 2014 рік | Поні Лалалупсі: Велике шоу       | Spot Splatter Splash (голос) | [ 82 ]  |
| 2015 рік | Lalaloopsy: Band Together        | Spot Splatter Splash (голос) | [ 82 ]  |

### Телебачення
| Рік      | Назва                                                     | Роль                 | Примітки                                      | Джерело |
| -------- | --------------------------------------------------------- | -------------------- | --------------------------------------------- | ------- |
| 2013–15  | Лалалупсія                                                | Spot Splatter Splash | 17 епізодів                                   | [ 82 ]  |
| 2014 рік | Танці з зірками                                           | Себе (танцюрист)     | Епізод: " Фінал. Частина 1 "                  | [ 82 ]  |
| 2015 рік | Отже, ви думаєте, що можете танцювати: наступне покоління | Себе (танцюрист)     | 13 епізодів; 3 місце                          | [ 83 ]  |
| 2016 рік | 2016 Teen Choice Awards                                   | Себе (танцюрист)     | Виступ як фіналіст SYTYCD; Не в титрах        | [ 24 ]  |
| 2016 рік | Шоу Еллен ДеДженерес                                      | Себе (танцюрист)     | Дата випуску: " 28 квітня 2016 "; Не в титрах | [ 22 ]  |
| 2016 рік | Шоу Еллен ДеДженерес                                      | Себе (танцюрист)     | Дата випуску: " 21 жовтня 2016 "; Не в титрах | [ 84 ]  |
| 2020 рік | 2020 MTV Video Music Awards (pre-show)                    | Себе (виконавець)    | Телевізійне спец                              | [ 85 ]  |
| 2020 рік | Джиммі Кіммел в прямому ефірі!                            | Себе (виконавець)    | Дата випуску: " 21 жовтня 2020 р. "           | [ 86 ]  |
| 2020 рік | 2020 MTV Europe Music Awards                              | Себе (виконавець)    | Телевізійне спец                              | [ 87 ]  |
| 2021 рік | Сьогоднішнє шоу з Джиммі Феллоном                         | Себе (виконавець)    | Дата епізоду: " 19 січня 2021 року "          | [ 61 ]  |
| 2021 рік | Джиммі Кіммел в прямому ефірі!                            | Себе (виконавець)    | Дата випуску: " 30 березня 2021 року "        | [ 64 ]  |
| 2021 рік | Сьогоднішнє шоу з Джиммі Феллоном                         | Себе (виконавець)    | Дата випуску: 19 травня 2021 року             | [ 88 ]  |
| 2021 рік | Шоу Еллен ДеДженерес                                      | Себе (гість)         | Дата випуску: 9 липня 2021 року               | [ 89 ]  |
| 2021 рік | Пізня ніч із Сетом Мейерсом                               | Себе (виконавець)    | Дата випуску: 14 жовтня 2021 року             | [ 90 ]  |

## Концертні тури

### Хедлайнер
- Тур All the Things I Never Said (2020)